# الودي (المدينة المنورة)
الودي هي قرية في منطقة المدينة المنورة، في غرب المملكة العربية السعودية .

## الموقع
تقع قرية الودي بالضفة الغربية لوادي العقيق والمعروف محليا باسم وادي النقيع بالقرب من مركز بلدية أبيار الماشي جنوب غرب المدينة المنورة، وتبعد عن المدينة مسافة 28 كم على طريق (المدينة المنورة/ مكة المكرمة)، وتتبع إمارة منطقة المدينة المنورة .
يقطع القرية وادي الودي والذي يتكون من مجموعة شعاب هابطة من جبل السدير والخطباء ومنطقة الجفر ويتقاطع مع هذه الشبكة من الشعاب شبكة من الطرق الكثيرة المتعرجة ومسارات الجمال.

## السكان
يعتمد السكان على الزراعة. وهناك بعض المنتوجات المهمة مثل التمر، والنعناع.

## وصلات خارجية
- موقع إمارة المدينة المنورة
- موقع أمانة المدينة المنورة - البلديات - بلديات المحافظات - ينبع
- خريطة المدينة المنورة NG37-NE